# Kashka Darya
Il Kashka Darya (uzbeko: Қашқадарё; russo: Кашкадарья), noto anche come Qashqadaryo, è un fiume che scorre in Tagikistan e nel sud dell'Uzbekistan.
Nasce dalle pendici occidentali della catena dei monti Gissar e Zeravshan, in Tagikistan, e si dirige verso ovest. Attraversata la località di Farob, entra nell'Uzbekistan. Il fiume, a poco a poco, piega verso sud-ovest, passa attraverso le città di Kitob e Chiroqchi e riceve gli affluenti di sinistra Jinnidaryo, Oqsuv e Tanhozdaryo. Quest'ultimo si versa nel fiume 10 km a monte del punto in cui il Kashka-Darya riceve da destra il Tanxozdaryo. Nel suo corso medio il fiume viene arginato con un bacino artificiale a Chimkurgan. Nel suo corso inferiore incontra ancora il G'uzordaryo, anch'esso proveniente da sinistra. Infine, raggiunge la città di Qarshi e penetra nella steppa omonima, ove disperde le sue acque.
Il Kashka Darya ha una lunghezza di 378 km. Il suo bacino idrografico si estende per circa 8780 km². Il fiume riceve anche acqua dallo Zeravshan, il terzo più grande fiume dell'Uzbekistan, situato più a nord, attraverso il canale di Eskianhor.